# Rába (Fahrzeughersteller)

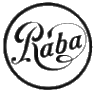
Das erste Rába-Logo von 1896

Ehemaliges Rába-Logo von 1933

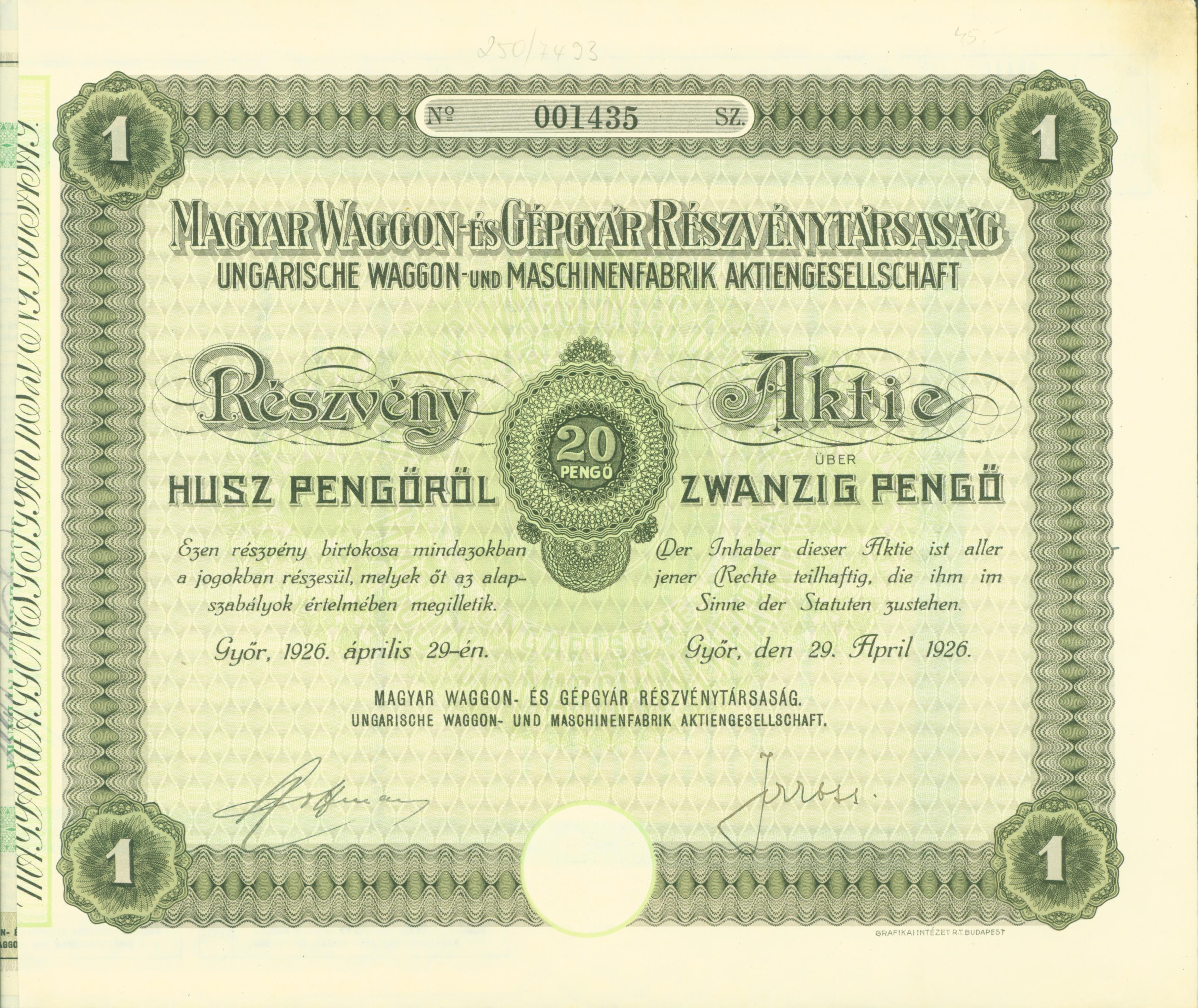
Aktie über 20 Pengö der Ungarischen Waggon- und Maschinenfabrik AG (Rába) vom 29. April 1926

Rába (Magyar Vagon- és Gépgyár) ist ein ungarisches Maschinenbauunternehmen mit Sitz in Győr, das 1896 u. a. zur Produktion von Güterwagen gegründet wurde. Seit 1904 ist Rába Nutzfahrzeughersteller.

## Geschichte
Das Unternehmen wurde als Aktiengesellschaft unter dem Namen Magyar Waggon- és Gépgyár Reszvénytársaság (abgekürzt M.W.G., deutsch Ungarische Waggon- und Maschinenfabrik Aktiengesellschaft) am 28. Dezember 1896 mit einem Kapital von 500.000 Kronen gegründet, der Großteil des Kapitals stammte vom Spiritusfabrikanten August Lederer. Unternehmenszweck war, neben der Herstellung von Eisenbahnwagen, die Produktion von Dampfmaschinen und elektrischen Anlagen „aller Art“. Am 22. Februar 1897 wurde die Fabrik beim Firmengericht Győr angemeldet und nahm mit 500 Arbeitern den Betrieb auf. 1898 waren bereits rund 1.200 Arbeiter in der Fabrik beschäftigt, die 8 bis 10 Güterwagen pro Tag fertigen konnte.
1900 wurden vier Güterwagen auf der Pariser Weltausstellung gezeigt, was Auftragseingänge aus ganz Europa zur Folge hatte. Am 30. September 1902 kam es zum Streik in der Fabrik, die Arbeitsniederlegung sämtlicher 1.700 Arbeiter erzwang die Betriebseinstellung. 1903 erwarb man die Berechtigung zur Herstellung von Dampfkesseln. Bereits 1906 musste das aufgrund unsicherer Auftragslage in Schwierigkeiten gekommene Unternehmen vom Wiener Bankverein saniert werden.
Im Ersten Weltkrieg produzierte das Unternehmen mit Gewinn u. a. für die k.u.k Armee und stockte Ende 1916 das Aktienkapital von vier auch sechs Millionen Kronen auf.
In der Zwischenkriegszeit schloss man mit mehreren in- und ausländischen Unternehmen Kooperationsverträge ab, u. a. mit Ganz & Co. in Budapest sowie MAN zur Lizenzfertigung von Dieselmotoren. In den Jahren 1940 bis 1942 baut die Brückenbauabteilung der Fabrik die Donaubrücke von Medve. Unter dem Druck der Nationalsozialisten beginnt 1942 die Produktion von Messerschmitt-Flugzeugen, dem einmotorigen Jagdflugzeug Bf 109 und dem zweimotorigen Jagdbomber Me 210. Ab 1944 wurde die Fabrik von mehreren schweren Bombenangriffen verwüstet, die Fabrikation teilweise in die umliegenden Dörfer verlegt.
Nach dem Zweiten Weltkrieg hatte die Fabrik unter den Reparationsverpflichtungen sehr zu leiden, ein Jahr später erfolgte die Verstaatlichung. Bis 1961 hatte der Nutzfahrzeugbau für die Fabrik fast keine Bedeutung mehr, es wurden Wagen repariert und gebaut. Von 1961 bis 1969 trug das Unternehmen den Namenszusatz „Wilhelm Pieck Vagon- és Gépgyár“ und begann wieder mit dem Nutzfahrzeugbau.
Ab 1970 wurde der jetzige Name Magyar Vagon- és Gépgyár (MVG) mit der Marke Rába verknüpft. 1994 wurde ein Joint-Venture mit Detroit Diesel abgeschlossen. Eine Aufteilung des Unternehmens fand 1997 statt, wobei die Abteilungen Achsenbau, Motorenbau und Fahrzeugherstellung getrennt wurden. Der ungarische Staat konnte die Mehrheitsanteile behalten. 2006 beteiligte sich die estnische Investitionsgruppe Trigon an dem Unternehmen: Magyar Vagon- és Gépgyár (Rába).

### Schienenfahrzeugbau
Erstes Produkt war 1897 ein Kesselwagen für k.k. Staatsbahnen, welcher zum Transport von galizischem Rohöl verwendet wurde. Kurze Zeit darauf kamen auch Personenwagen ins Produktportfolio. Unter anderem wurden 15 Speisewagen für die Internationale Schlafwagen-Gesellschaft erzeugt. Die Fabrik produzierte in Folge auch Triebwagen für die Straßenbahnen in Temesvár (Typ B), Kosice, Oradea, Szeged sowie für die Budapester HÉV. 1905 wurde ein Großauftrag der London Underground akquiriert, welcher insgesamt 30 Triebwagen, 36 Triebwagen-Drehgestelle sowie 66 Beiwagen und 180 Beiwagen-Drehgestelle beinhaltete. Im selben Jahr wurden 20 Güterwagen für Südafrika gefertigt. Ab ca. 1909 wurden auch Feldbahnen erzeugt.
Im Zweiten Weltkrieg arbeitete man trotz zunehmend schwieriger Rahmenbedingungen weiter, beispielsweise wurde noch 1940 gemeinsam mit Ganz & Co. Speisewagen für die CIWL gefertigt. Nach dem Krieg wirkte Rába auch als Reparaturwerkstätte, gegen Lieferung von dringend benötigtem Eisenerz wurden 500 österreichische Eisenbahnwagen repariert. Das Unternehmen baute ab den 1950er Jahren auch Diesellokomotiven und Dieseltriebwagen im unteren Leistungsbereich, beispielsweise die Leichtbau-Triebwagen der Bauart Rába-Balaton (MÁV-Baureihe Bamot) oder die Schmalspurloks Mk48. Zudem wurden weiterhin Reisezugwagen und Güterwagen für die ungarische Staatsbahn MÁV und die RGW-Staaten hergestellt.

### Nutzfahrzeugbau
Rába begann 1904 mit dem Nutzfahrzeugbau (LKW), wobei noch bis 1925 Personenkraftwagen unter der gleichen Marke hergestellt wurden. Mit einem Lizenzbau wurde 1912 begonnen, neue 5-Tonnen-Lkw herzustellen. 1917/1918 lieferte Rába ein Auto der Type Grand an den österreichischen Kaiser Karl I. (als ungarischer König IV. Karoly) für den Einsatz als Staatskarosse.
1920 erwarb Rába von Krupp eine Fertigungslizenz für LKW, die allerdings erst ab 1927 benutzt wurde. 1928 erwarb Rába von Austro-Fiat eine neue Lizenz, um LKW bauen zu können. Ein selbst konstruierter 3-t-Lkw wurde außerdem ab 1928 hergestellt. Von 1939 bis 1945 wurden die ersten Dieselmotoren unter der Lizenz von MAN gefertigt.
1961 wurde ein 10,5-t-Schwerlastkipper gebaut, der später vom Hersteller Roter Stern zum Typ Dutra weiterentwickelt wurde. Von 1963 bis 1970 war die Fabrik ein Zulieferbetrieb von Achsen und Getrieben für andere Nutzfahrzeughersteller.
Mit einer neu erworbenen Lizenz von MAN (1968), konnte das Saviem-Fahrerhaus (MAN Typ F 8 ab 1967) übernommen werden, wobei der ungarische Staat der Nutzfahrzeugindustrie im Rahmen der Planwirtschaft das benötigte Kapital zur Verfügung stellte. Ab 1969 wurden Rába-Omnibusse und ab 1970 komplette MAN-Lkw-Typen unter dem Namen Rába gebaut, wobei 1969 dieser neue Lkw-Typ auf der Budapester Messe mit MAN-Fahrerhaus gezeigt wurde. Außerdem wurde das Fahrerhaus vom Typ DAF 2800 benutzt, jedoch nur mit MAN-Lizenz-Motoren. Dies hing damit zusammen, dass Rába Teilezulieferer von DAF war, im Gegenzug lieferte DAF Fahrerhäuser.
Als Anfang der 1980er Jahre die Motorleistung für das zulässige Gesamtgewicht von 40 t und mehr zu schwach war, konnte Rába eine Fertigungslizenz für einen 420-PS-Sechszylinder-Reihenmotor der österreichischen Firma AVL List inkl. Ladeluftkühlung erwerben. Hier wurde der Rába-Lkw mit dem DAF-Fahrerhaus und dem 420 PS, 12-l-Dieselmotor eine echte internationale Konkurrenz. Ein gut verkaufter Lkw war die 6×4-Sattelzugmaschine für 42 t sowie die neue Kipperbaureihe Typ K 41. Es wurden verstärkt zwei- und dreiachsige Lkw mit DAF- und MAN-Komponenten und Allradantrieb gebaut, die zwischen 100 und 420 PS hatten.

### Heutiges Produktportfolio
Seit im Jahr 2000 die Produktion von Fahrzeugen etwas zurückging, hat sich Rába mehr auf die Fertigung von einzelnen Fahrzeugkomponenten, insbesondere Fahrwerke, Achsen, Sitzkomponenten und Getriebe konzentriert und ist auch als Zulieferer der Automobilindustrie tätig.
Aktuell produzierte Nutzfahrzeuge sind Militär-LKW der Baureihe H, das Busmodell S91 und Chassis für Feuerwehrfahrzeuge des ungarischen Herstellers BM Heros. Allein 2017 wurden 49 Feuerwehrchassis gebaut.

## Rába-Fahrzeuge

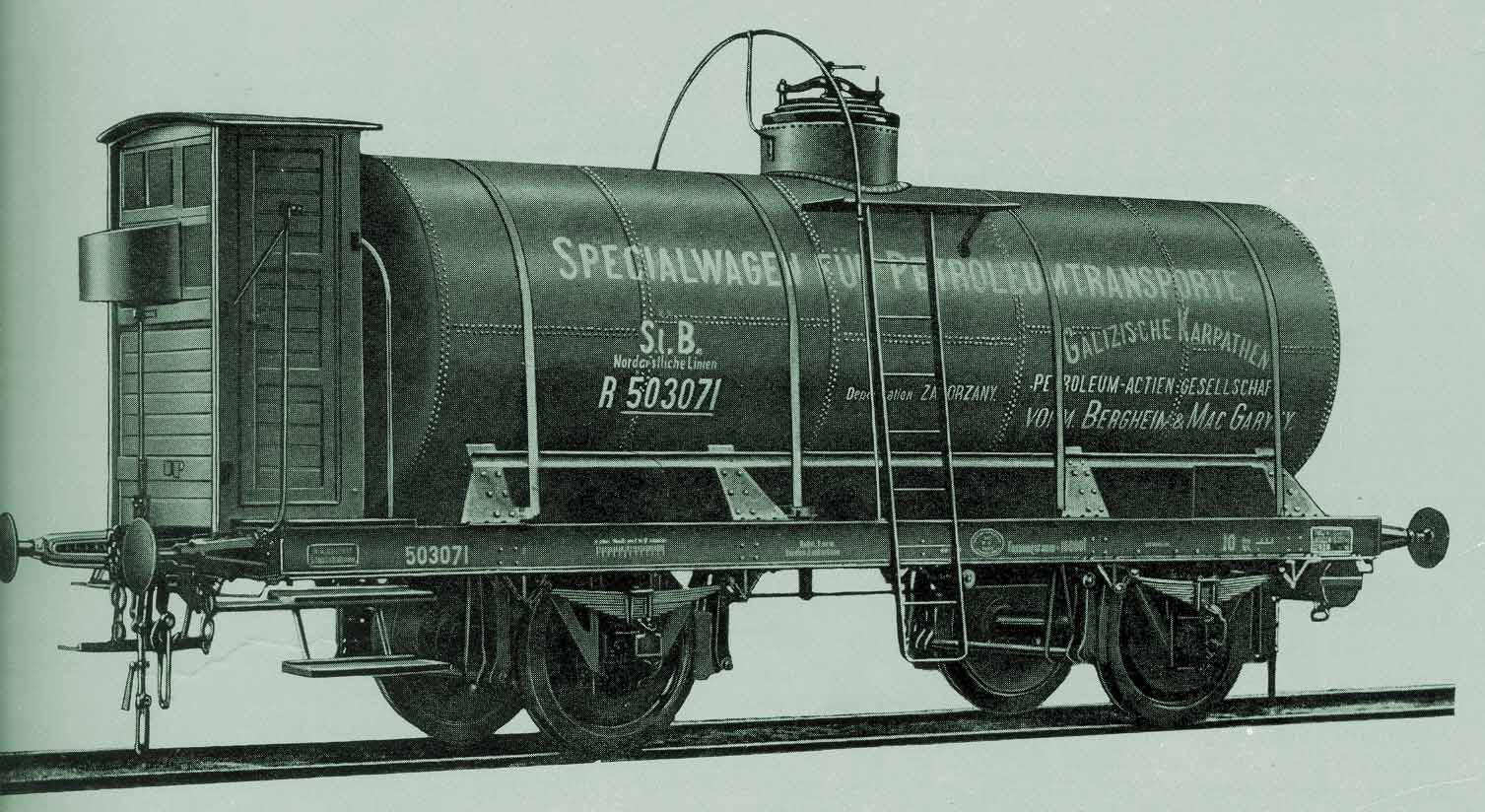
Erstes Fahrzeug von Rába: Kesselwagen der kkStB (1897)
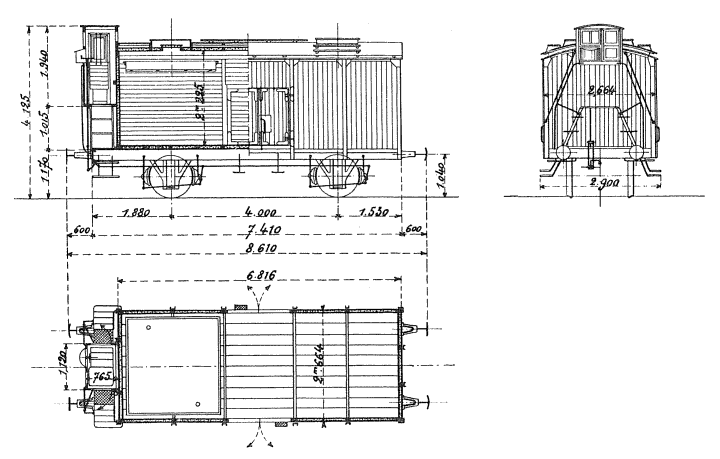
Auf der Weltausstellung 1900 gezeigter Bierkühlwagen
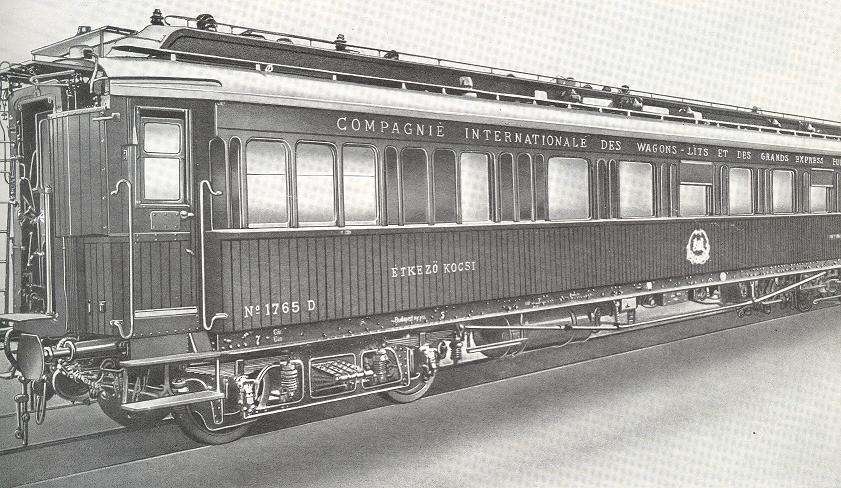
Teakholz-Speisewagen der CIWL (1906)
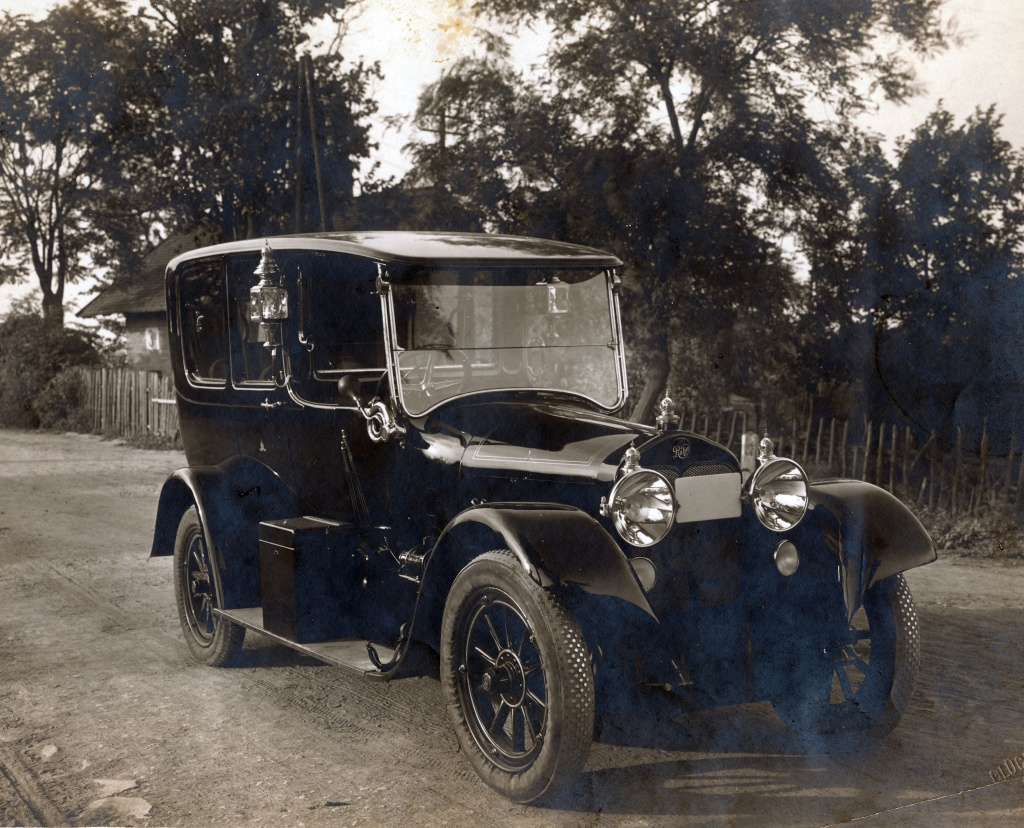
Rába Grand als kaiserliche Staatskarosse (1917/1918)
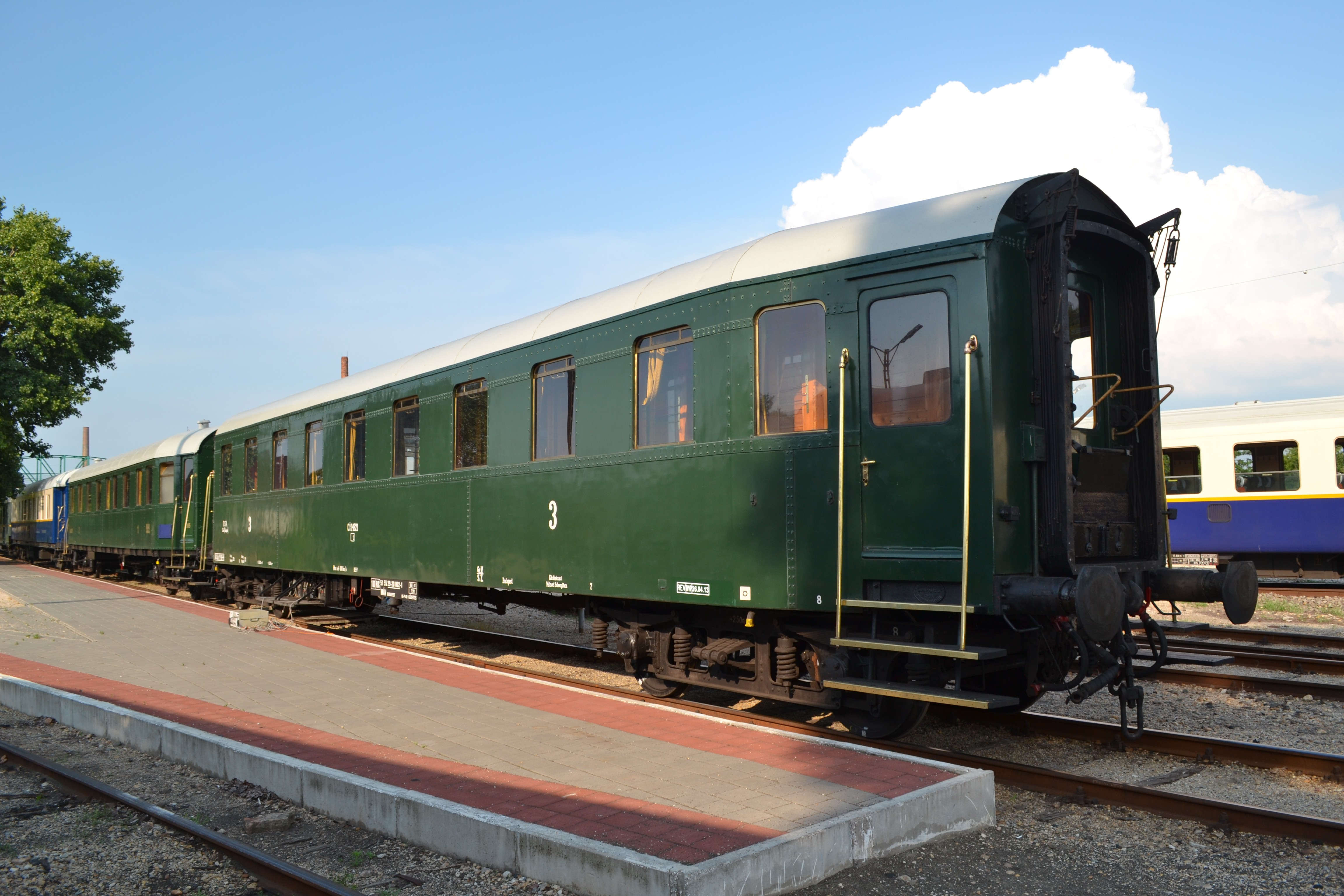
Personenwagen der MÁV (1920er Jahre)
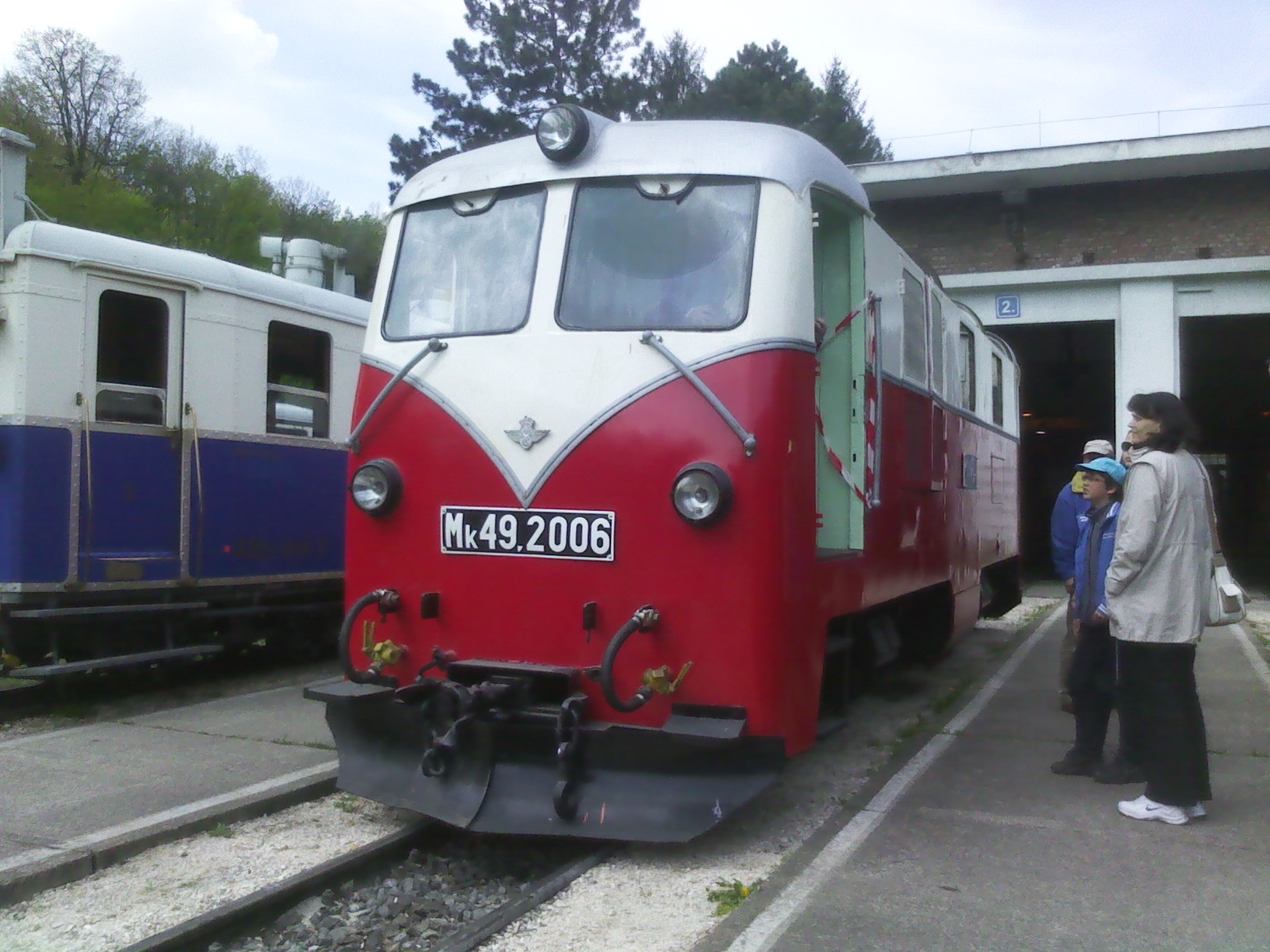
Schmalspur-Diesellok MÁV Mk 49 (1961/62)
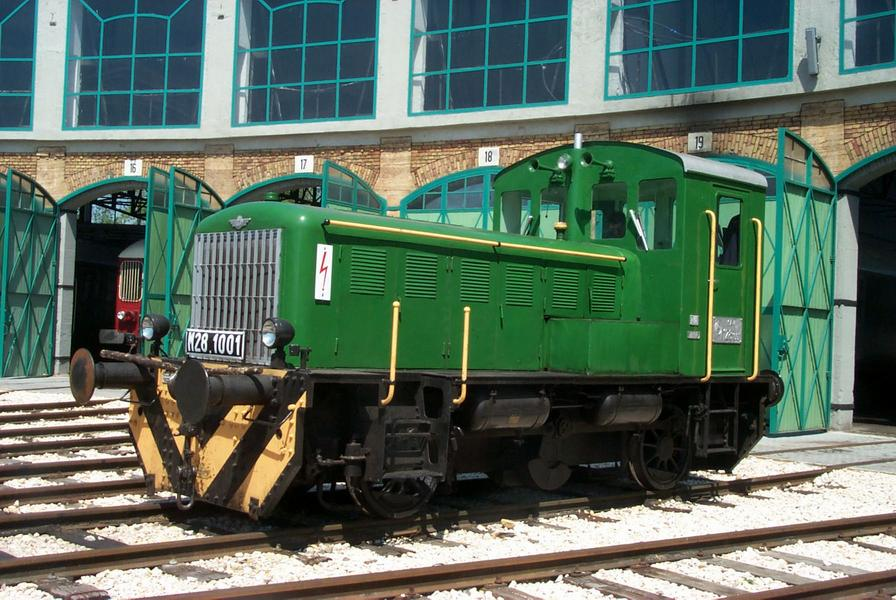
Rangierlok MAV M28
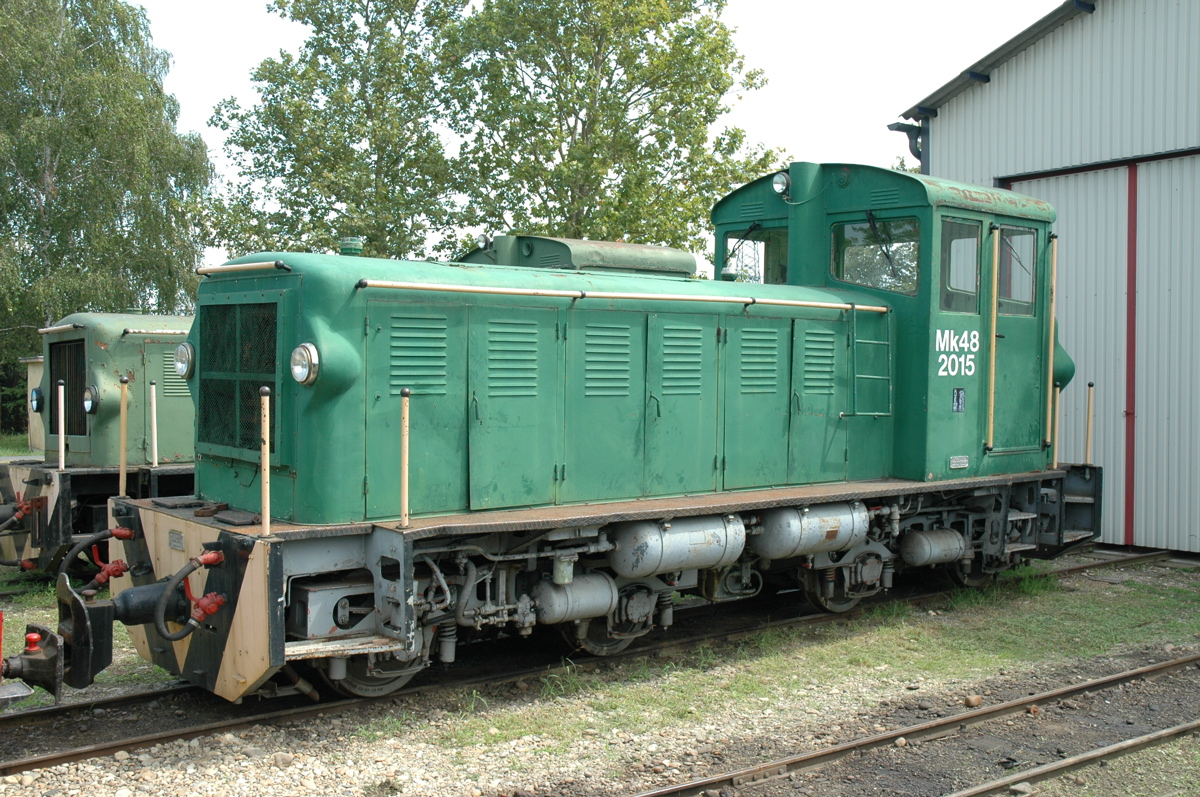
MÁV Mk48
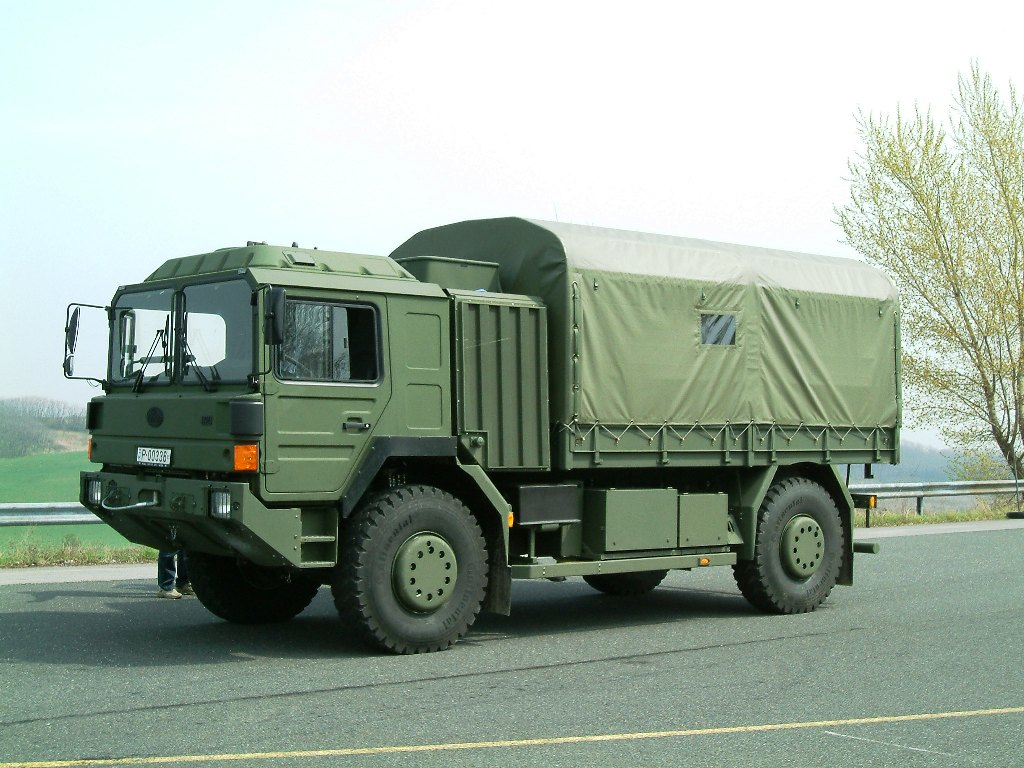
Rába H14
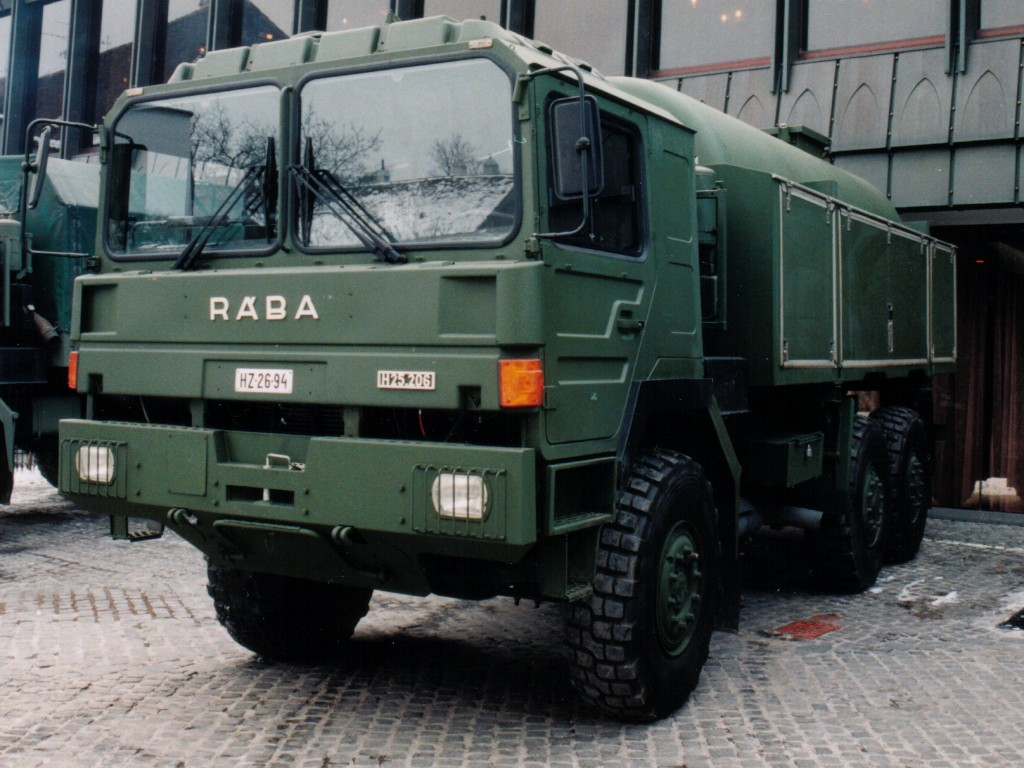
Rába H25
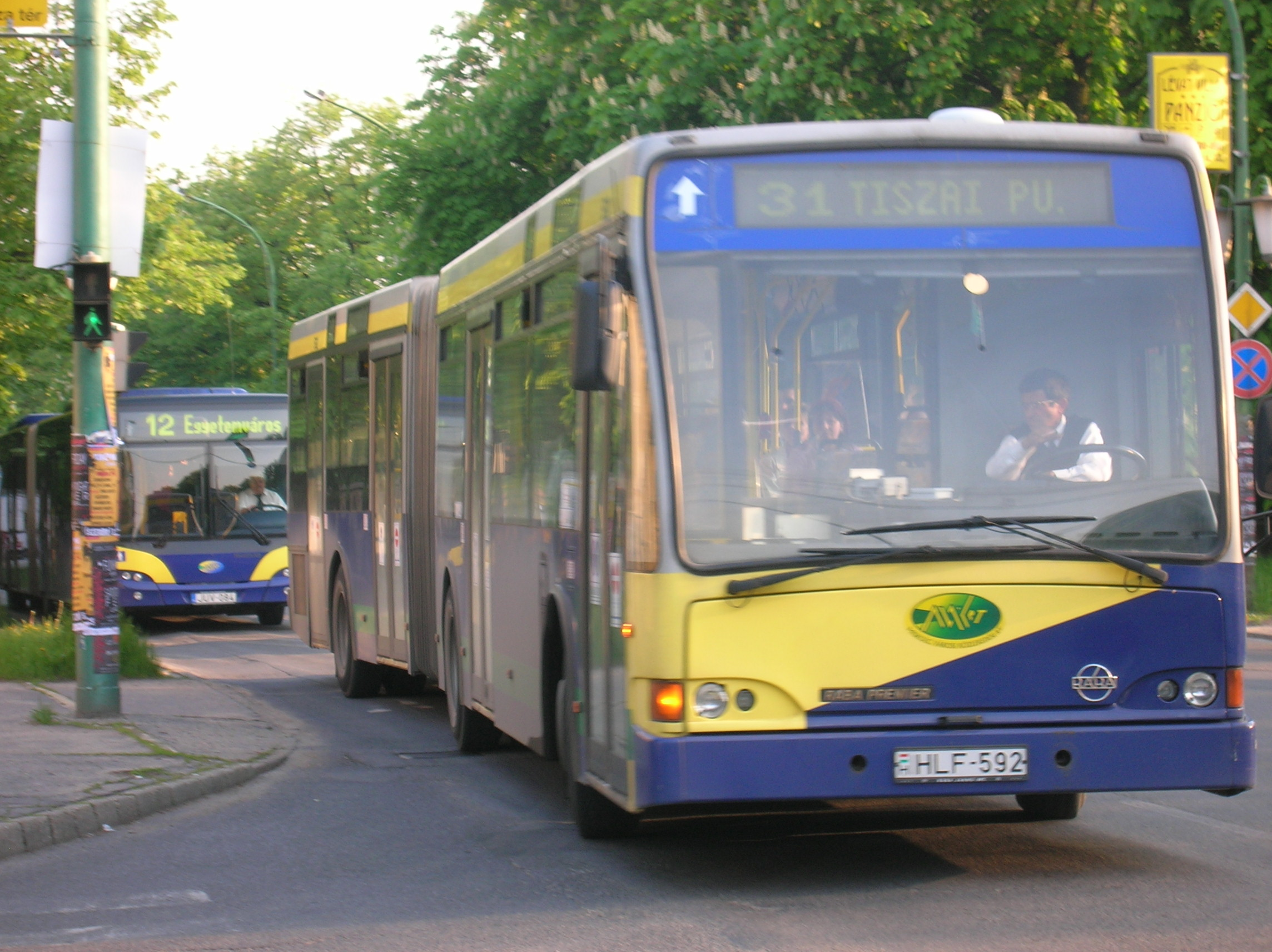
Omnibus der Marke Rába
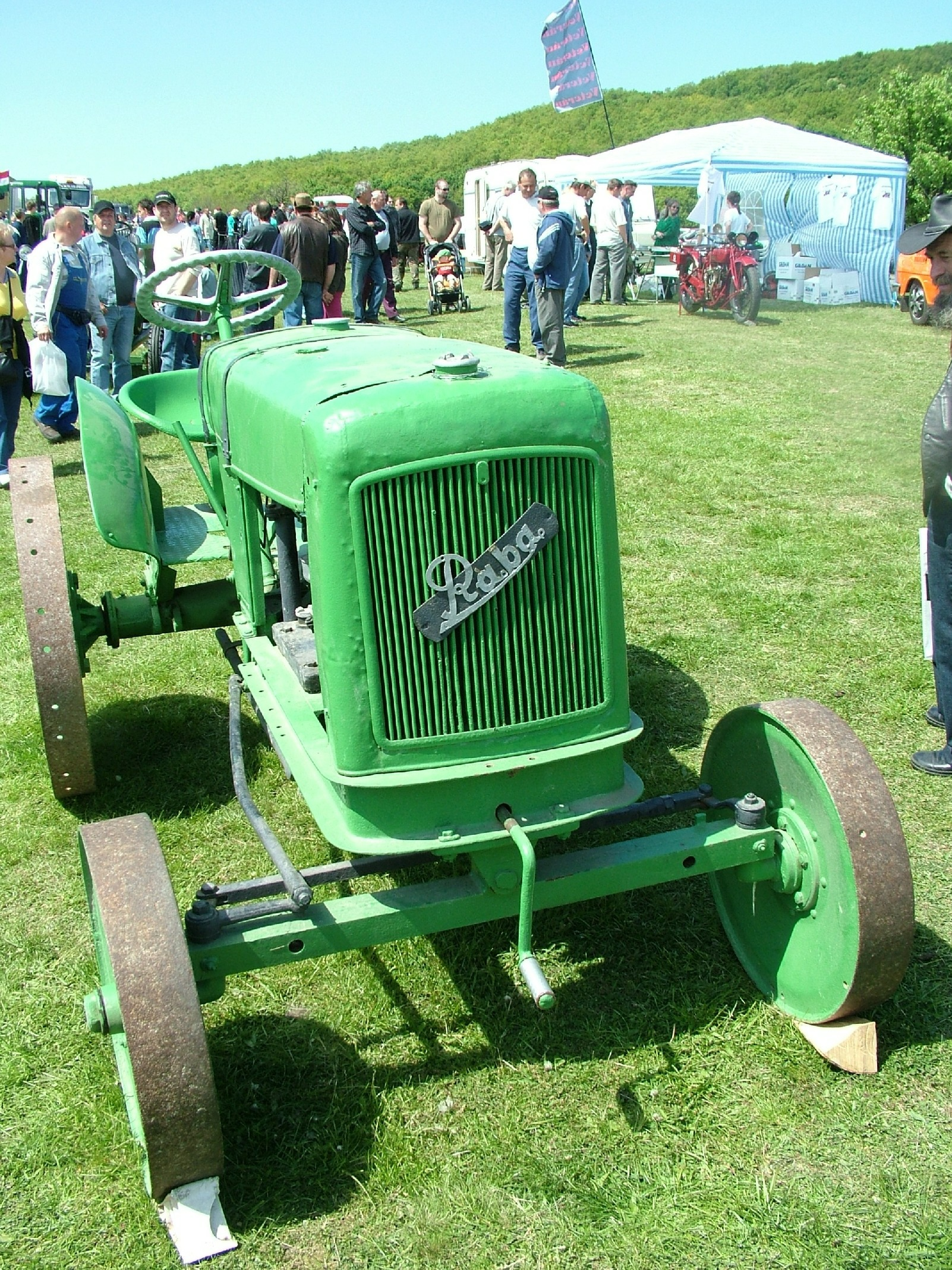
Rába-Traktor
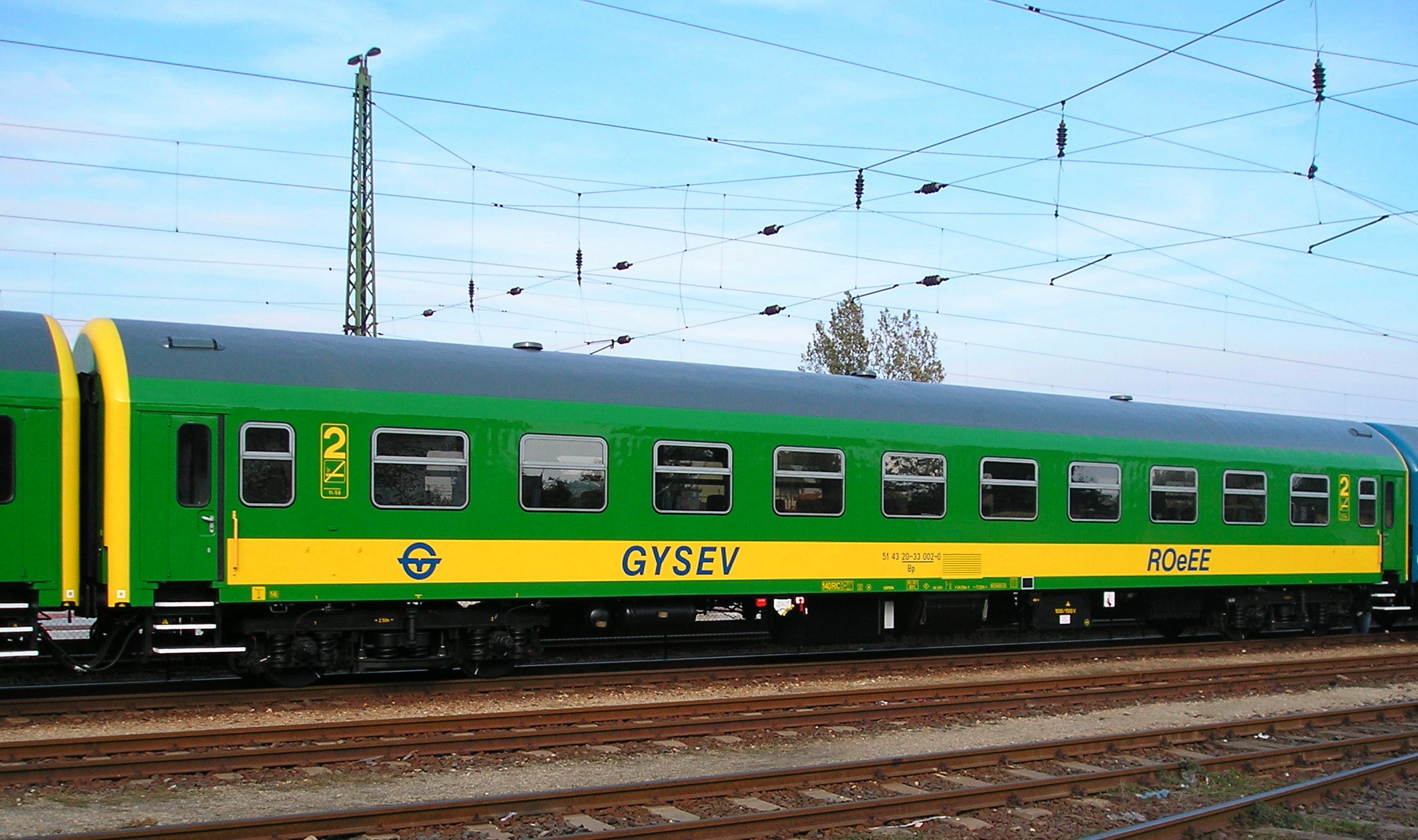
Personenwagen Bauart 20-33 Bp der GySEV